# Henning von Berckau
Henning von Berckau, auch von Berkau (1464/68 urkundlich erwähnt), war ein Diener und Lehnträger des Grafen Heinrich des Älteren zu Stolberg. Gemeinsam mit diesem unternahm er eine Pilgerreise nach Jerusalem, über deren Verlauf sich eine ausführliche zeitgenössische Beschreibung erhalten hat.

## Leben
Berckau stammte aus einem Adelsgeschlecht, dessen Name sich im 16. Jahrhundert in Birckau änderte und welches 1616 im Mannesstamm erlosch. Er trat als adliger Knappe (Knecht) in den Dienst von Heinrich, Graf zu Stolberg und Herr zu Wernigerode auf Schloss Stolberg. Als Dank für seine bisherigen Dienste verlieh der Graf Heinrich seinem Diener die Wüstung auf dem Breiten Berg bei Breitungen im Südharz und noch im selben Jahr die Wüstung Hattendorf zwischen Breitungen und Agnesdorf.
Im März 1468 trat Henning von Berckau gemeinsam mit seinem Dienstherrn eine Pilgerreise nach Jerusalem und in das Gelobte Land an. Die gesunde Rückkehr erfolgte im Oktober desselben Jahres.
In Breitungen wurden Henning von Berckau und dessen männliche Leibeslehnserben als Gutsbesitzer Lehensträger der Grafen zu Stolberg und hatten sich mit Reisigen und Pferden für eventuelle militärische Einsätze ihres Dienst- und Lehnsherren bereitzuhalten.